# Sainte-Gemmes-sur-Loire
Sainte-Gemmes-sur-Loire (prononcé en français : [sɛ̃t ʒam syʁ lwaʁ]) est une commune française située dans le département de Maine-et-Loire, en région Pays de la Loire.
Elle se trouve en périphérie sud d'Angers et fait partie de la communauté urbaine Angers Loire Métropole.

## Géographie

### Localisation et description
Commune angevine implantée sur la rive nord de la Loire, Sainte-Gemmes-sur-Loire est limitrophe d'Angers, située à 6 km, et se trouve aux abords de la route D 112, Bouchemaine - Les Ponts-de-Cé.
Au XVIIe siècle, Port Thibault, la partie au bord de Loire de la commune, devient un lieu de villégiature notamment pour l'évêque et les bourgeois d'Angers ; de nombreuses maisons cossues y sont alors construites, en tuffeau, pierre ou brique, avec des jardins descendant en terrasses vers le fleuve souvent terminés par une petite construction, « bricole » ou « gloriette », qui surplombe la berge.

Les bords de Loire
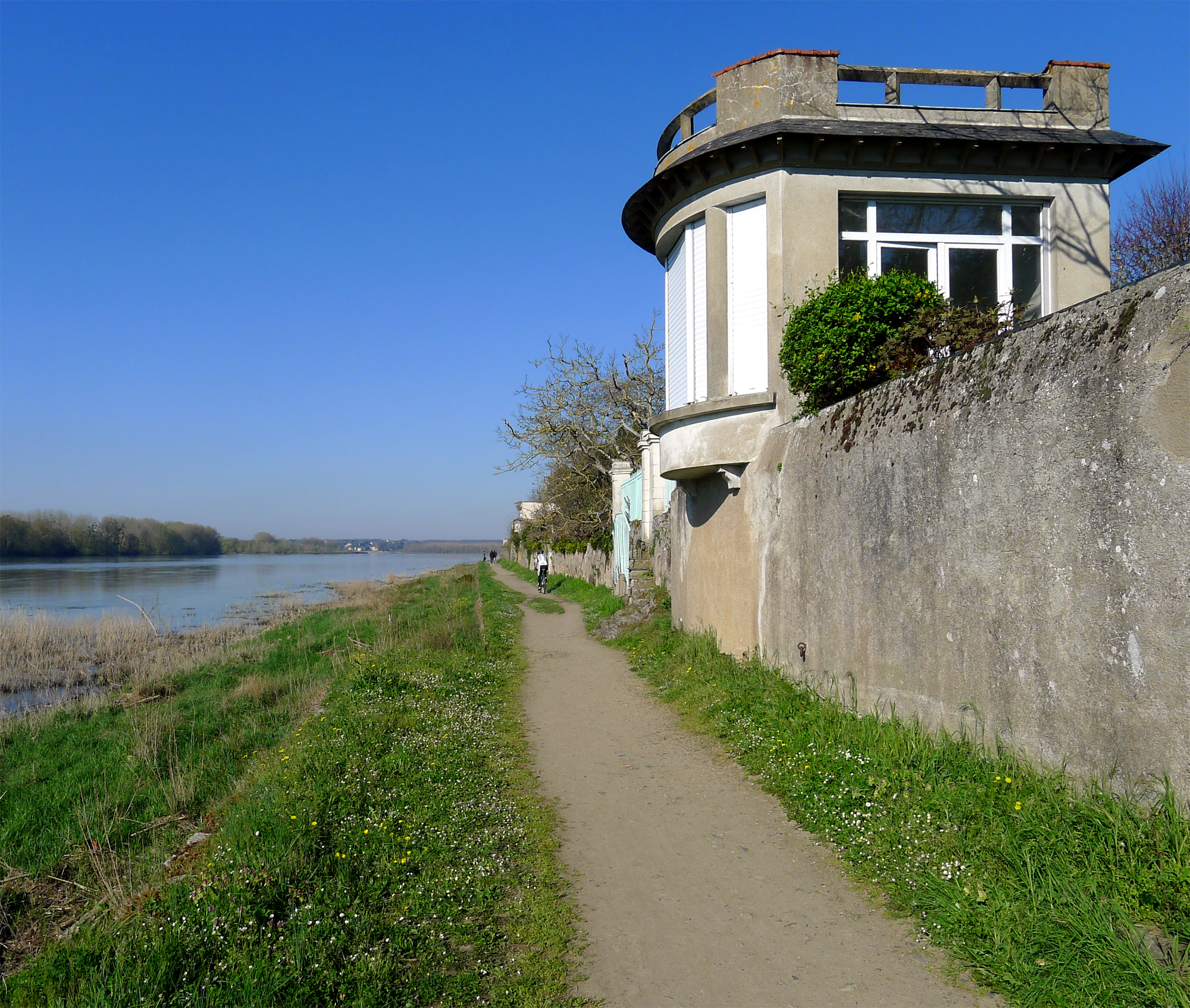
« Bricole » ou « gloriette ».
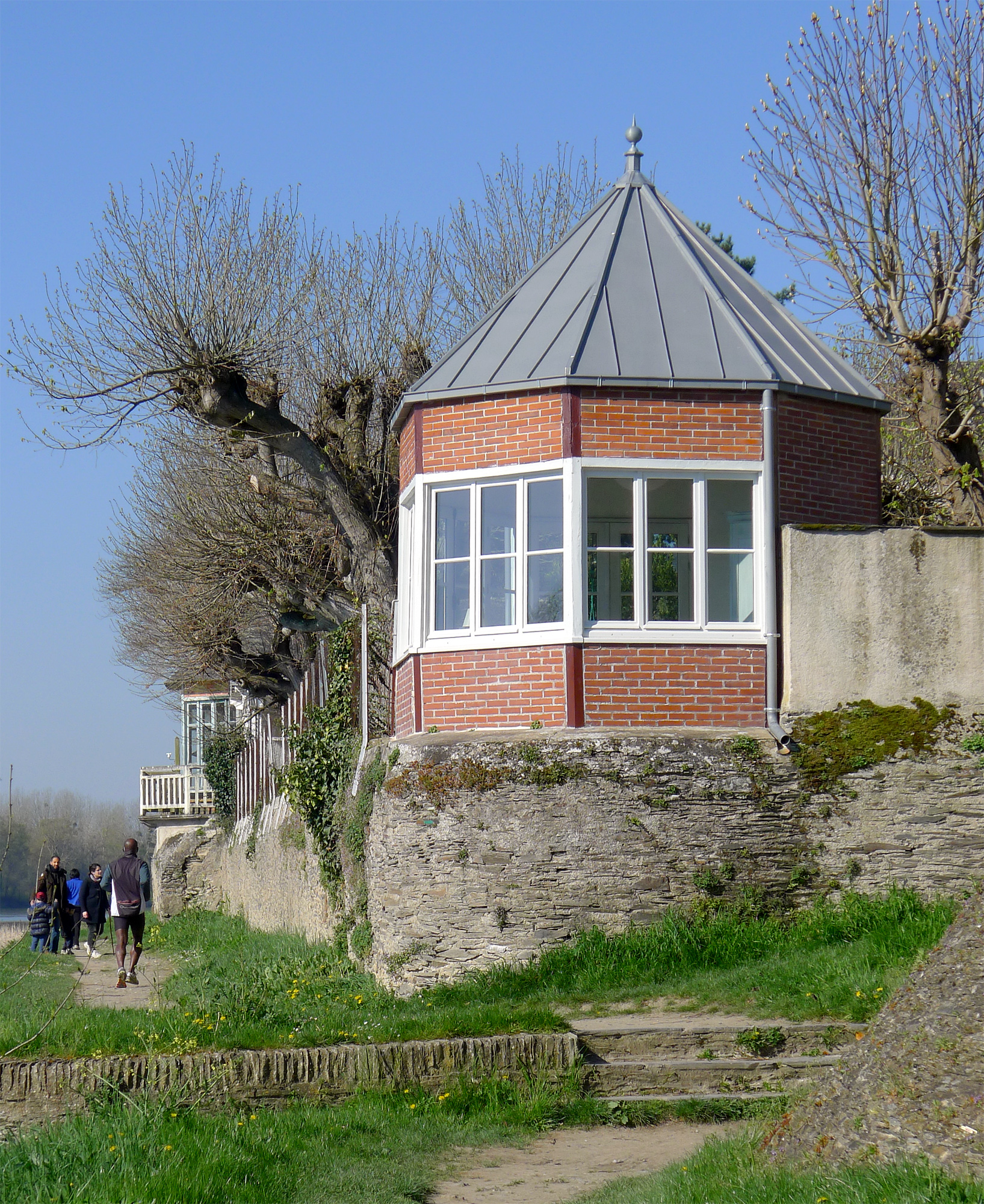
Autre « bricole » ou « gloriette ».
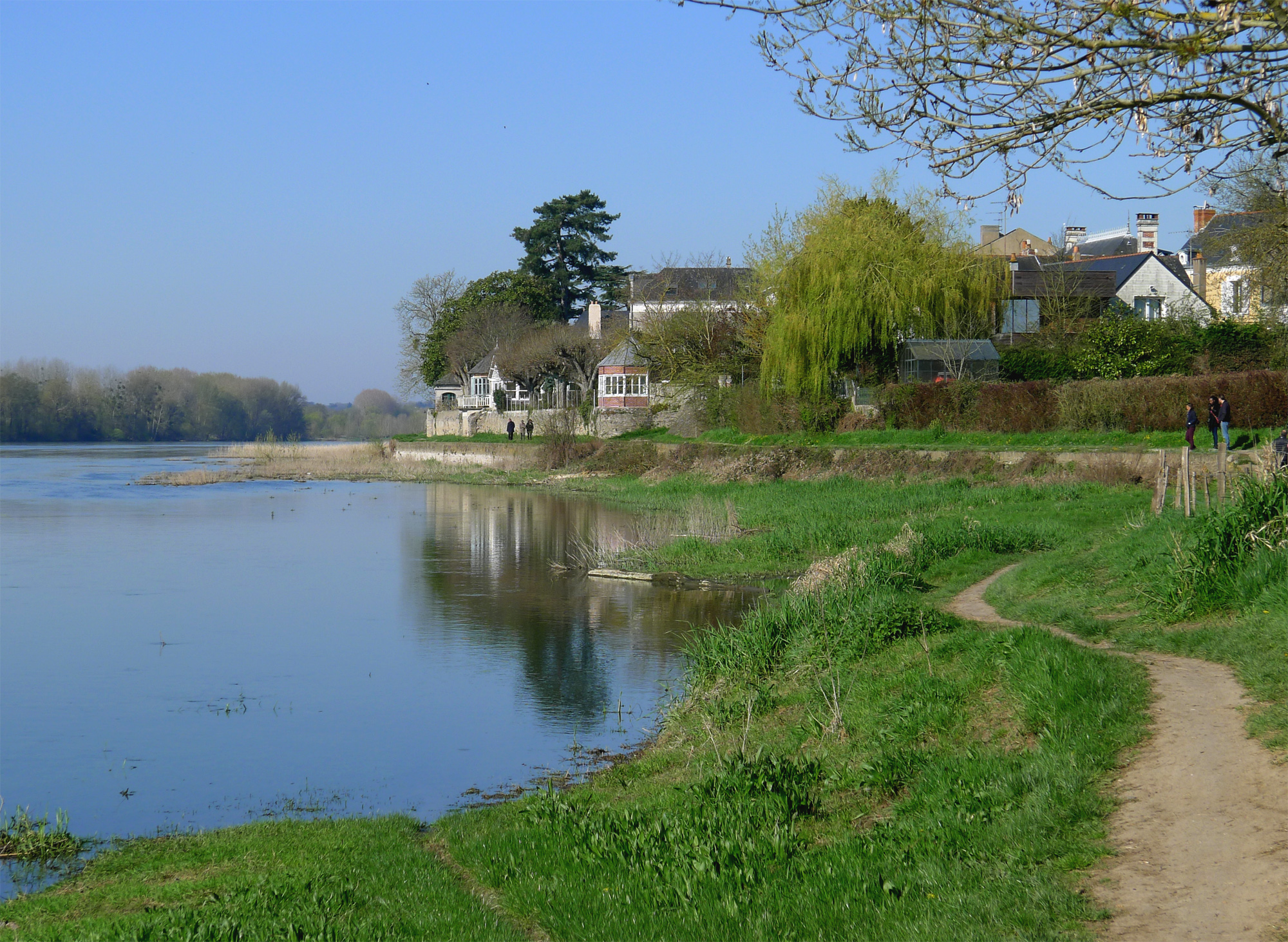
Chemin de halage près de port Thibault.

### Hydrographie
La commune est située dans l'angle que forme la Loire et la Maine. Elle comprend également deux îles dans le fleuve, appelées l'Île aux Chevaux et l'Île Courgan. C'est sur la commune que l'Authion rejoint la Loire.

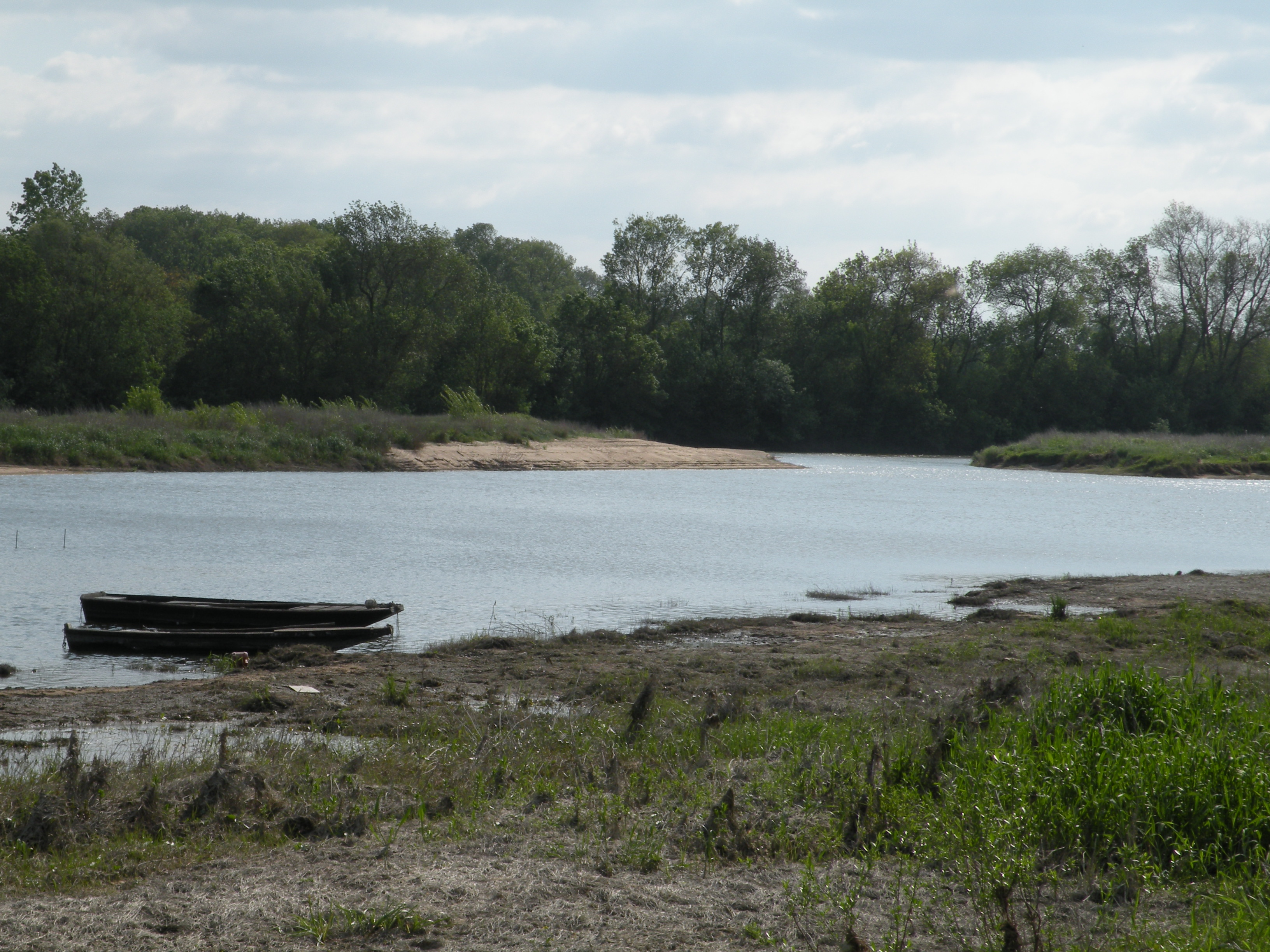
Les rives de la Loire à Sainte-Gemmes.
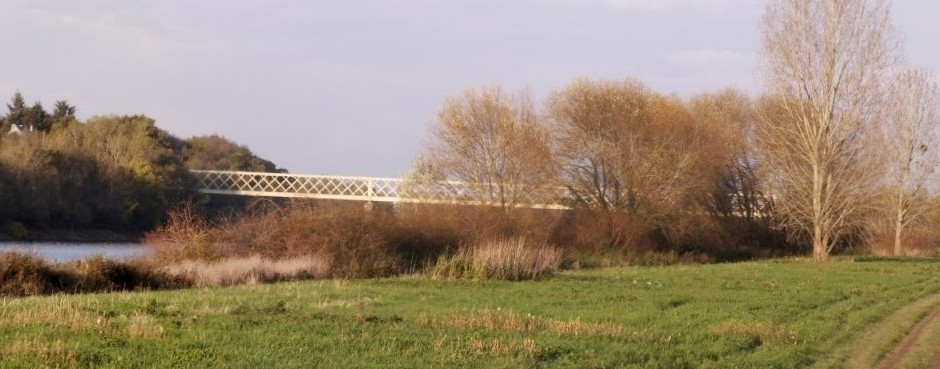
Les bords de Maine au pont de Pruniers.

### Climat
Pour des articles plus généraux, voir Climat des Pays de la Loire et Climat de Maine-et-Loire.
En 2010, le climat de la commune est de type climat océanique altéré, selon une étude du CNRS s'appuyant sur une série de données couvrant la période 1971-2000. En 2020, Météo-France publie une typologie des climats de la France métropolitaine dans laquelle la commune est exposée à un climat océanique et est dans la région climatique Moyenne vallée de la Loire, caractérisée par une bonne insolation (1 850 h/an) et un été peu pluvieux.
Pour la période 1971-2000, la température annuelle moyenne est de 12 °C, avec une amplitude thermique annuelle de 14,3 °C. Le cumul annuel moyen de précipitations est de 626 mm, avec 11,3 jours de précipitations en janvier et 5,6 jours en juillet. Pour la période 1991-2020, la température moyenne annuelle observée sur la station météorologique de Météo-France la plus proche, sur la commune de Beaucouzé à 8 km à vol d'oiseau, est de 12,6 °C et le cumul annuel moyen de précipitations est de 709,3 mm,. Pour l'avenir, les paramètres climatiques de la commune estimés pour 2050 selon différents scénarios d'émission de gaz à effet de serre sont consultables sur un site dédié publié par Météo-France en novembre 2022.

## Urbanisme

### Typologie
Au 1er janvier 2024, Sainte-Gemmes-sur-Loire est catégorisée ceinture urbaine, selon la nouvelle grille communale de densité à sept niveaux définie par l'Insee en 2022.
Elle appartient à l'unité urbaine d'Angers, une agglomération intra-départementale regroupant douze  communes, dont elle est une commune de la banlieue,,. Par ailleurs la commune fait partie de l'aire d'attraction d'Angers, dont elle est une commune de la couronne,. Cette aire, qui regroupe 81 communes, est catégorisée dans les aires de 200 000 à moins de 700 000 habitants,.

### Occupation des sols
L'occupation des sols de la commune, telle qu'elle ressort de la base de données européenne d’occupation biophysique des sols Corine Land Cover (CLC), est marquée par l'importance des territoires agricoles (72,7 % en 2018), une proportion sensiblement équivalente à celle de 1990 (72,9 %). La répartition détaillée en 2018 est la suivante : 
zones agricoles hétérogènes (49,7 %), prairies (16 %), zones urbanisées (9,9 %), eaux continentales (9,1 %), terres arables (7 %), espaces ouverts, sans ou avec peu de végétation (3,6 %), zones industrielles ou commerciales et réseaux de communication (2,8 %), forêts (1,9 %). L'évolution de l’occupation des sols de la commune et de ses infrastructures peut être observée sur les différentes représentations cartographiques du territoire : la carte de Cassini (XVIIIe siècle), la carte d'état-major (1820-1866) et les cartes ou photos aériennes de l'IGN pour la période actuelle (1950 à aujourd'hui).

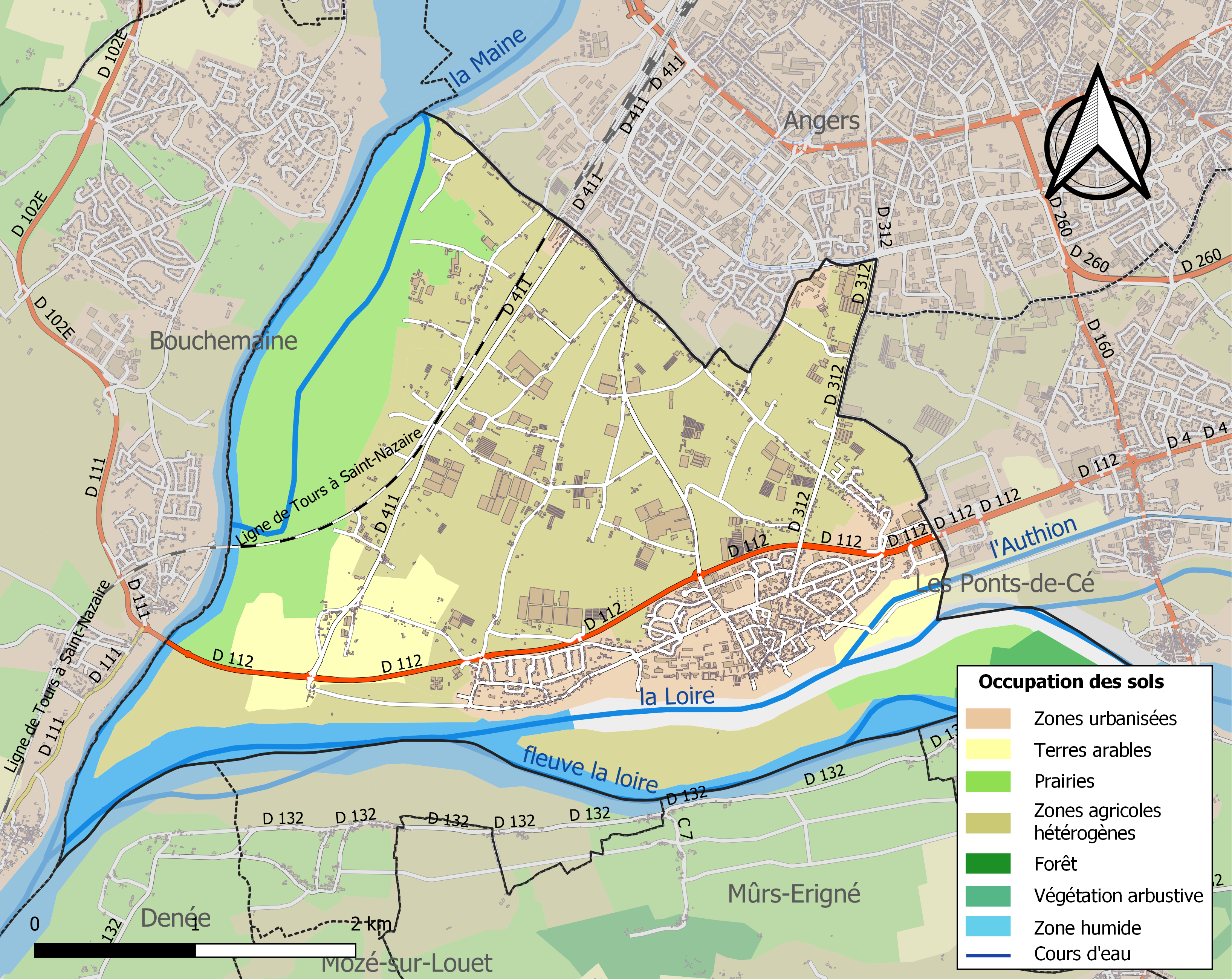
Carte des infrastructures et de l'occupation des sols de la commune en 2018 (CLC).

### Logement
En 2020, le nombre total de logements dans la commune est de 1 707, alors qu'il est de 1 647 en 2014 et de 1 578 en 2009.
Parmi ces logements, 90,5 % sont des résidences principales, 1,7 % des résidences secondaires et 7,8 % des logements vacants. Ces logements sont pour 77,2 % d'entre eux des maisons individuelles et pour 21,3 % des appartements.
Le tableau ci-dessous présente la typologie des logements à Sainte-Gemmes-sur-Loire en 2020 en comparaison avec celle du Maine-et-Loire et de la France entière. Une caractéristique marquante du parc de logements est ainsi une proportion de résidences secondaires et logements occasionnels (1,7 %) inférieure à celle du département (3,2 %) et à celle de la France entière (9,7 %). Concernant le statut d'occupation des résidences principales, 69 % des habitants de la commune sont propriétaires de leur logement (64,4 % en 2014), contre 60,4 % pour le Maine-et-Loire et 57,5 pour la France entière.
| Typologie                                               | Sainte-Gemmes-sur-Loire | Maine-et-Loire | France entière |
| ------------------------------------------------------- | ----------------------- | -------------- | -------------- |
| Résidences principales (en %)                           | 90,5                    | 90,3           | 82,1           |
| Résidences secondaires et logements occasionnels (en %) | 1,7                     | 3,2            | 9,7            |
| Logements vacants (en %)                                | 7,8                     | 6,6            | 8,2            |

## Toponymie et héraldique

### Toponymie
Terra Sancte Gemme en 1009, Ste Gemme sur Loyre en 1399. De Gemma de Saintonge, sainte Gemmes ou Gemma, dont le culte était répandu dans les régions bordant l'Atlantique et le Centre. Une autre commune angevine (ancienne commune depuis 2016) commence par « Sainte-Gemmes », Sainte-Gemmes-d'Andigné,.

### Héraldique
| Blason à dessiner | Blason  | Écartelé : au 1er d'azur à la pointe de lance d'argent, au 2e d'or à la crosse d'azur posée en bande, au 3e d'or au bouquet de fleurs au naturel, posé en barre, au 4e d'azur au moulin à vent d'or; à la face ondée d'argent brochant sur la partition; le tout sur une plaine de sinople; sur le tout, d'azur à trois fleurs de lis d'or. |
| Blason à dessiner | Détails | Le statut officiel du blason reste à déterminer. |

## Histoire

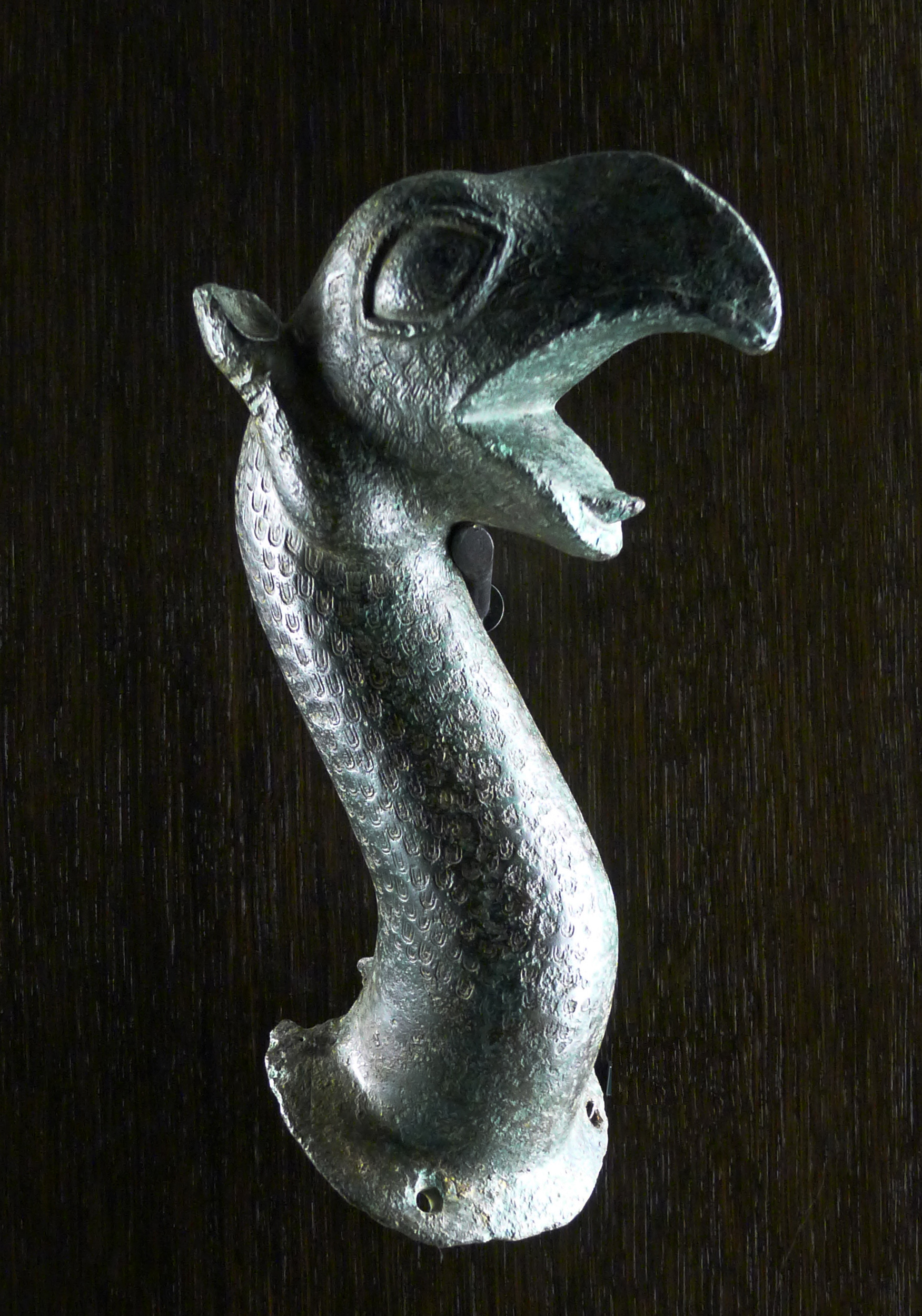
Protomé de griffon trouvé à Port-Thibault.

Située au confluent de la Maine et de la Loire, un éperon barré, d'époque au moins protohistorique, contrôlait la navigation sur les deux cours d'eau.
Au XIXe siècle on a trouvé à Port-Thibault un protomé de griffon (il s'agit d'une anse d'un grand chaudron transporté sur la Loire) en bronze provenant de Grèce ou d'Étrurie. Cette pièce est désormais exposée au musée des Beaux-Arts d'Angers.
Au Moyen Âge, la seigneurie de Sainte-Gemmes relève du château d'Angers. Au XVe siècle, la terre est qualifiée de châtellenie puis se constitue en fief et domaine.
Entre les 27 décembre 1793 et 12 janvier 1794, entre 1500 et 1800 prisonniers de guerre vendéens sont fusillés puis jetés dans la Loire.[réf. nécessaire]

## Politique et administration

### Administration municipale
Trente maires se sont succédé à Sainte-Gemmes-sur-Loire depuis 1790.

### Intercommunalité
La commune est intégrée à la communauté urbaine Angers Loire Métropole, elle-même membre du syndicat mixte Pays Loire-Angers.

## Population et société

### Démographie

#### Évolution démographique
L'évolution du nombre d'habitants est connue à travers les recensements de la population effectués dans la commune depuis 1793. Pour les communes de moins de 10 000 habitants, une enquête de recensement portant sur toute la population est réalisée tous les cinq ans, les populations de référence des années intermédiaires étant quant à elles estimées par interpolation ou extrapolation. Pour la commune, le premier recensement exhaustif entrant dans le cadre du nouveau dispositif a été réalisé en 2008.

En 2022, la commune comptait 3 617 habitants, en évolution de +5,88 % par rapport à 2016 (Maine-et-Loire : +2,12 %, France hors Mayotte : +2,11 %).
| 1793  | 1800 | 1806  | 1821  | 1831  | 1836  | 1841  | 1846  | 1851  |
| ----- | ---- | ----- | ----- | ----- | ----- | ----- | ----- | ----- |
| 1 598 | 949  | 1 177 | 1 180 | 1 175 | 1 136 | 1 157 | 1 416 | 1 557 |

| 1856  | 1861  | 1866  | 1872  | 1876  | 1881  | 1886  | 1891  | 1896  |
| ----- | ----- | ----- | ----- | ----- | ----- | ----- | ----- | ----- |
| 1 770 | 1 646 | 1 883 | 1 840 | 1 814 | 1 971 | 1 966 | 1 941 | 1 984 |

| 1901  | 1906  | 1911  | 1921  | 1926  | 1931  | 1936  | 1946  | 1954  |
| ----- | ----- | ----- | ----- | ----- | ----- | ----- | ----- | ----- |
| 1 996 | 2 090 | 2 148 | 2 207 | 2 416 | 2 586 | 2 791 | 2 823 | 3 379 |

| 1962  | 1968  | 1975  | 1982  | 1990  | 1999  | 2006  | 2008  | 2013  |
| ----- | ----- | ----- | ----- | ----- | ----- | ----- | ----- | ----- |
| 4 347 | 4 789 | 4 466 | 4 345 | 3 803 | 3 681 | 3 905 | 3 939 | 3 521 |

| 2018  | 2022  | - | - | - | - | - | - | - |
| ----- | ----- | - | - | - | - | - | - | - |
| 3 396 | 3 617 | - | - | - | - | - | - | - |

#### Pyramide des âges
La population de la commune est relativement âgée.
En 2018, le taux de personnes d'un âge inférieur à 30 ans s'élève à 29,5 %, soit en dessous de la moyenne départementale (37,2 %). À l'inverse, le taux de personnes d'âge supérieur à 60 ans est de 32,5 % la même année, alors qu'il est de 25,6 % au niveau départemental.
En 2018, la commune compte 1 639 hommes pour 1 757 femmes, soit un taux de 51,74 % de femmes, légèrement supérieur au taux départemental (51,37 %).
Les pyramides des âges de la commune et du département s'établissent comme suit.
| Hommes | Classe d’âge | Femmes |
| ------ | ------------ | ------ |
| 1,1    | 90 ou +      | 1,8    |
| 8,9    | 75-89 ans    | 12,1   |
| 20,7   | 60-74 ans    | 20,3   |
| 24,2   | 45-59 ans    | 22,5   |
| 14,8   | 30-44 ans    | 14,5   |
| 14,3   | 15-29 ans    | 14,2   |
| 15,9   | 0-14 ans     | 14,5   |

| Hommes | Classe d’âge | Femmes |
| ------ | ------------ | ------ |
| 0,9    | 90 ou +      | 2,1    |
| 7      | 75-89 ans    | 9,5    |
| 16,2   | 60-74 ans    | 16,9   |
| 19,4   | 45-59 ans    | 18,7   |
| 18,2   | 30-44 ans    | 17,5   |
| 18,8   | 15-29 ans    | 17,6   |
| 19,5   | 0-14 ans     | 17,6   |

### Vie locale
Sainte-Gemmes-sur-Loire est une ville fleurie, obtenant en 2017 sa quatrième fleur au palmarès du concours des villes et villages fleuris.
Le Musée des boissons et de la sommellerie s'installe en 2011 à Sainte-Gemmes-sur-Loire.
On trouve sur la commune plusieurs activités sportives, dont du judo, du cyclisme, de la gymnastique, du basket-ball, de la pétanque, etc.
L'équipe masculine de Handball évolue au niveau national.

## Économie
Sur 287 établissements présents sur la commune à fin 2010, 12 % relèvent du secteur de l'agriculture (pour une moyenne de 17 % sur le département), 8 % du secteur de l'industrie, 11 % du secteur de la construction, 55 % de celui du commerce et des services et 15 % du secteur de l'administration et de la santé. Cinq ans plus tard, en 2015, sur les 346 établissements actifs, 9 % relèvent du secteur de l'agriculture (pour 11 % sur le département), 6 % du secteur de l'industrie, 10 % du secteur de la construction, 61 % de celui du commerce et des services et 14 % du secteur de l'administration et de la santé.

## Culture locale et patrimoine

### Lieux et monuments
La commune abrite trois monuments historiques :
- Les vestiges archéologiques gallo-romains datant des Ier et IVe siècles situés aux lieux-dits les Chavelliers, les Grandes Maisons et le Ruisseau. Ils ont été classés par décret du 4 novembre 1975[37].
- Le manoir de Belligan, construit au XVe siècle : peintures murales, boiseries. Il a été inscrit par arrêté du 6 juin 1988[38].
- Le domaine de Chateaubriant édifié au XVIIIe siècle : château, ancienne chapelle, octogonal, temple périptère. Il a été inscrit par arrêté du 10 mars 1988[39].

Autres sites et monuments :
- Le pont de Pruniers enjambant la Maine entre Sainte-Gemmes-sur-Loire et Bouchemaine.
- Ancien château de Sainte-Gemmes-sur-Loire transformé en hôpital psychiatrique (Centre de santé mentale angevin)[40].
- Manoir de Chanzé XVe siècle remanié au XIXe siècle.
- Manoir du Clos-Lorelle : chapelle XVIIIe siècle.
- Trois moulins à cavier en plus ou moins bon état, non restaurés, situés dans la rue des Moulins.
- Église XIIe et XIXe siècles : chœur à voûtes angevines XIIIe siècle, arc triomphal polychrome XVIIIe siècle, statues.
- Ancienne chapelle XIIIe siècle aux Châtelliers de Frémur : reste d'un ancien prieuré bâti sur les ruines romaines.
- Musée des boissons et de la sommellerie[33].
- Jardin méditerranéen : jardin composé d'essences méditerranéennes (palmiers, cyprès, vignes...) construit en terrasses et dominant la Loire.

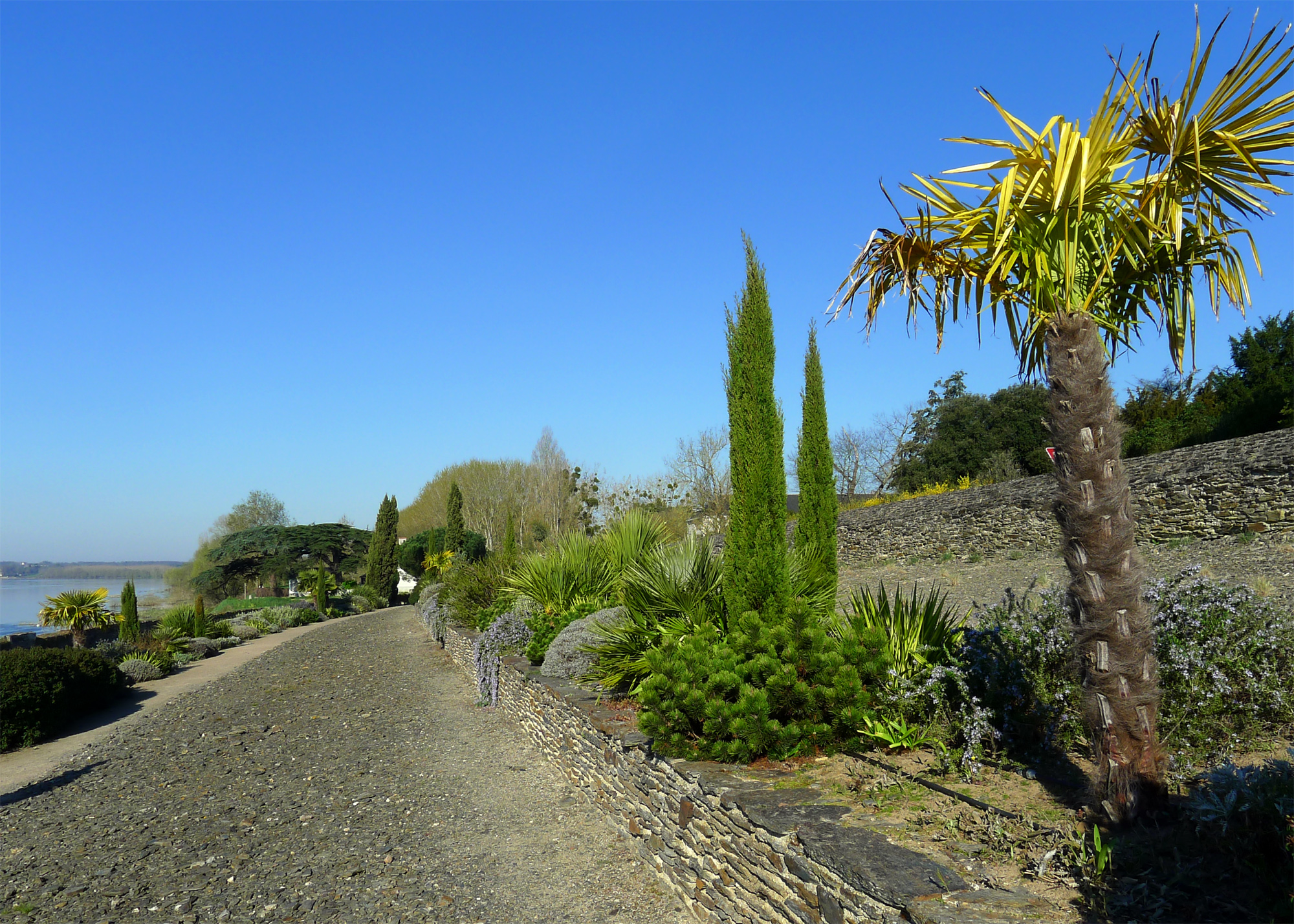
Jardin méditerranéen.
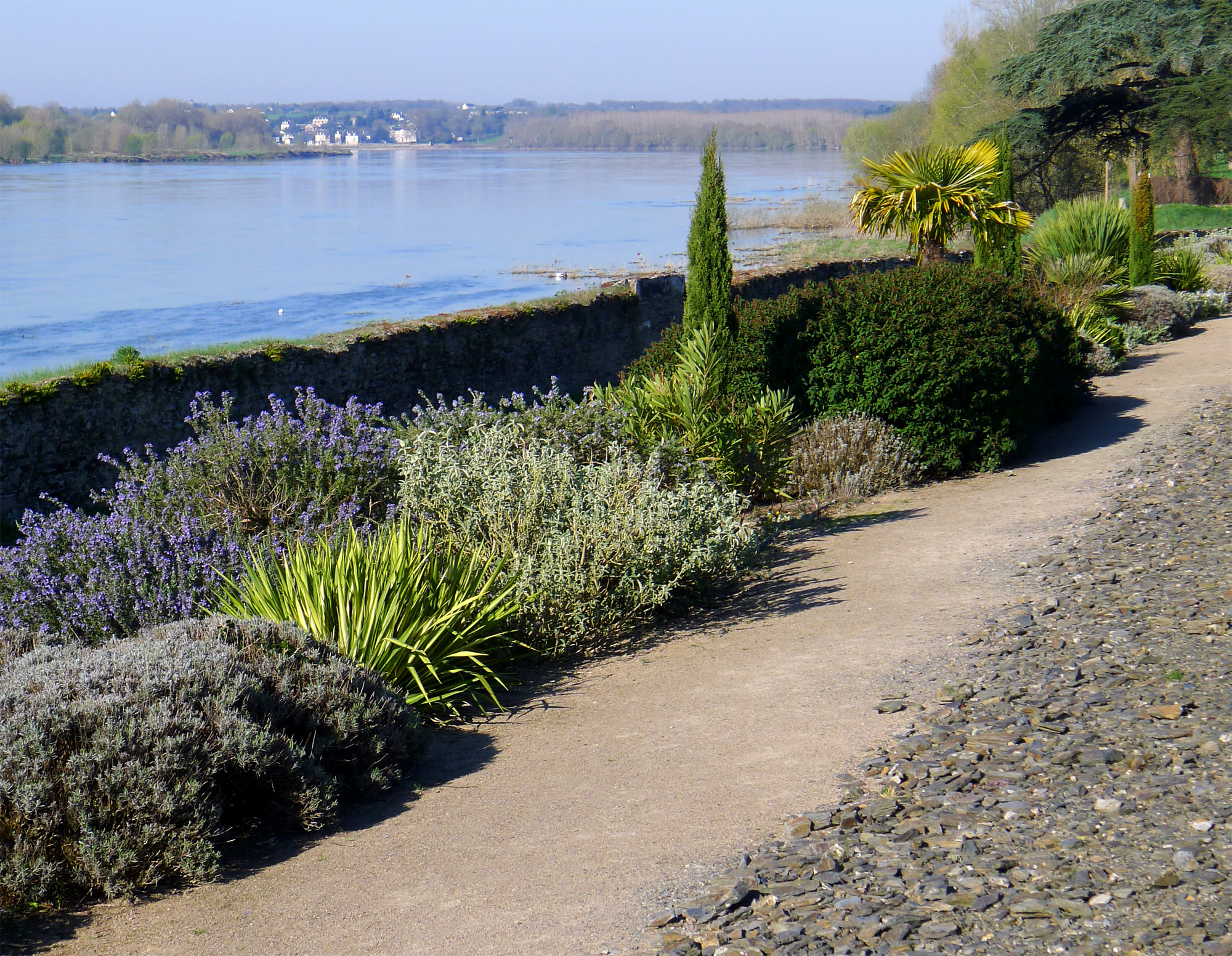
Jardin méditerranéen.
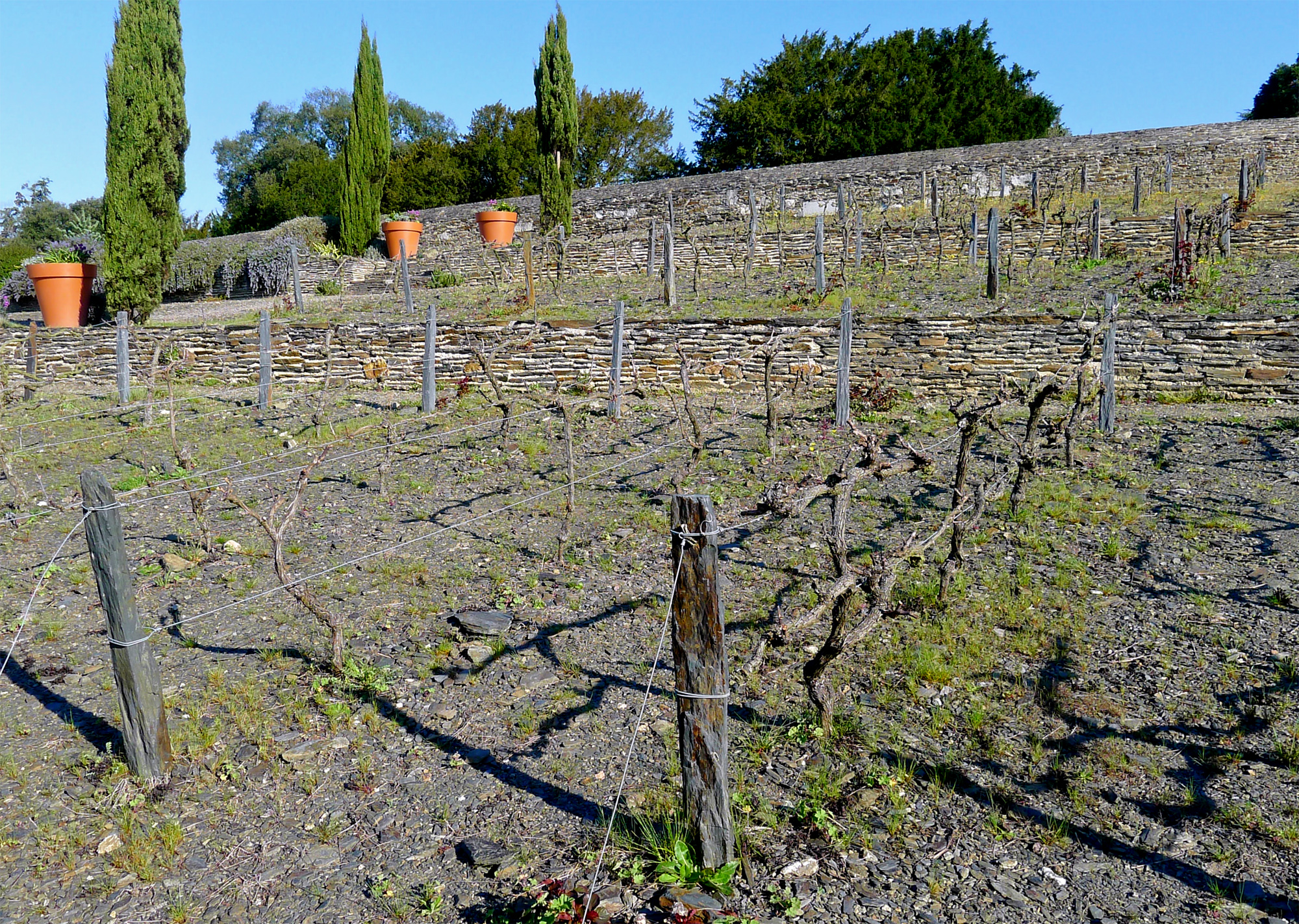
Jardin méditerranéen.
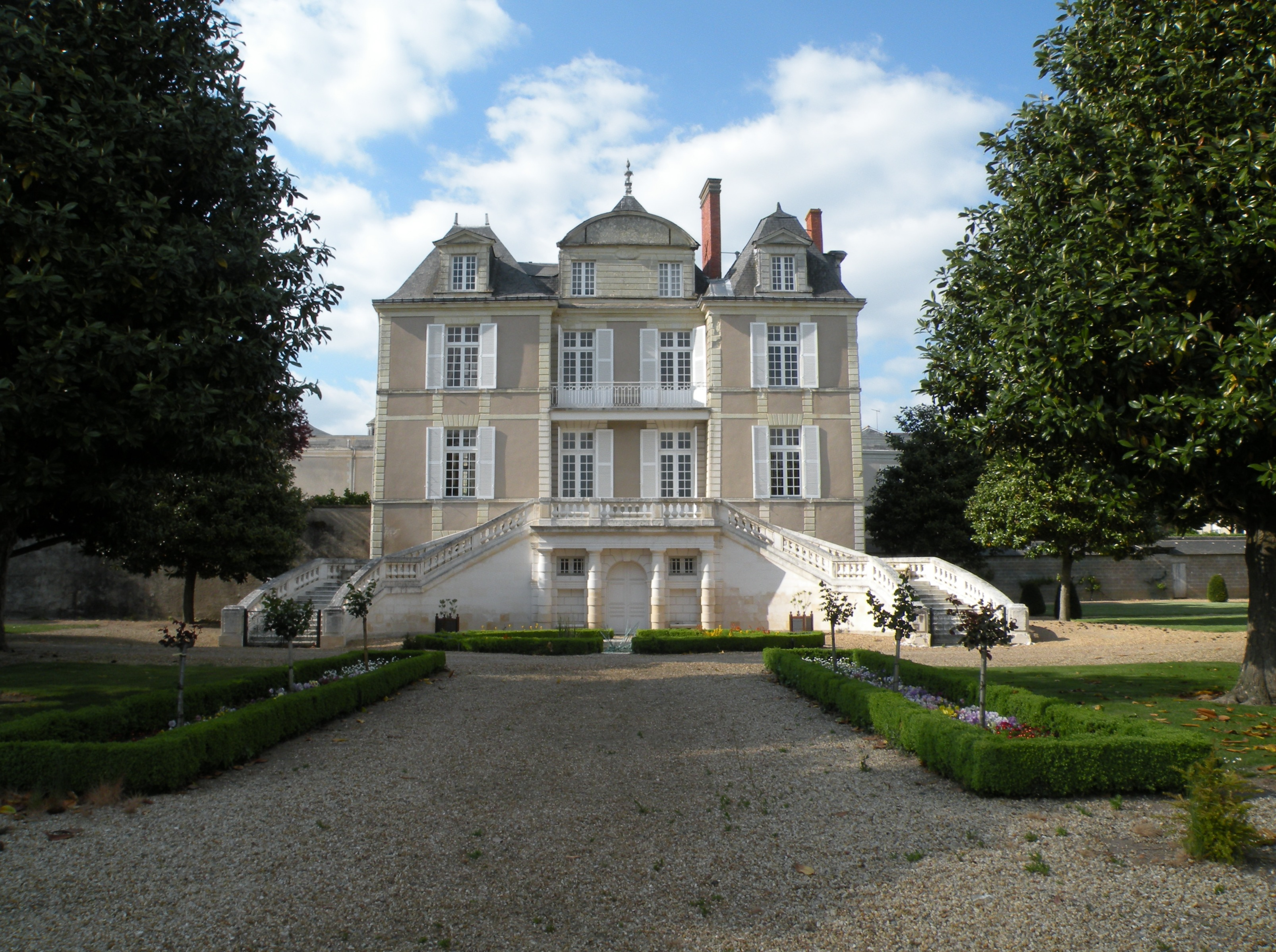
L'hôpital.
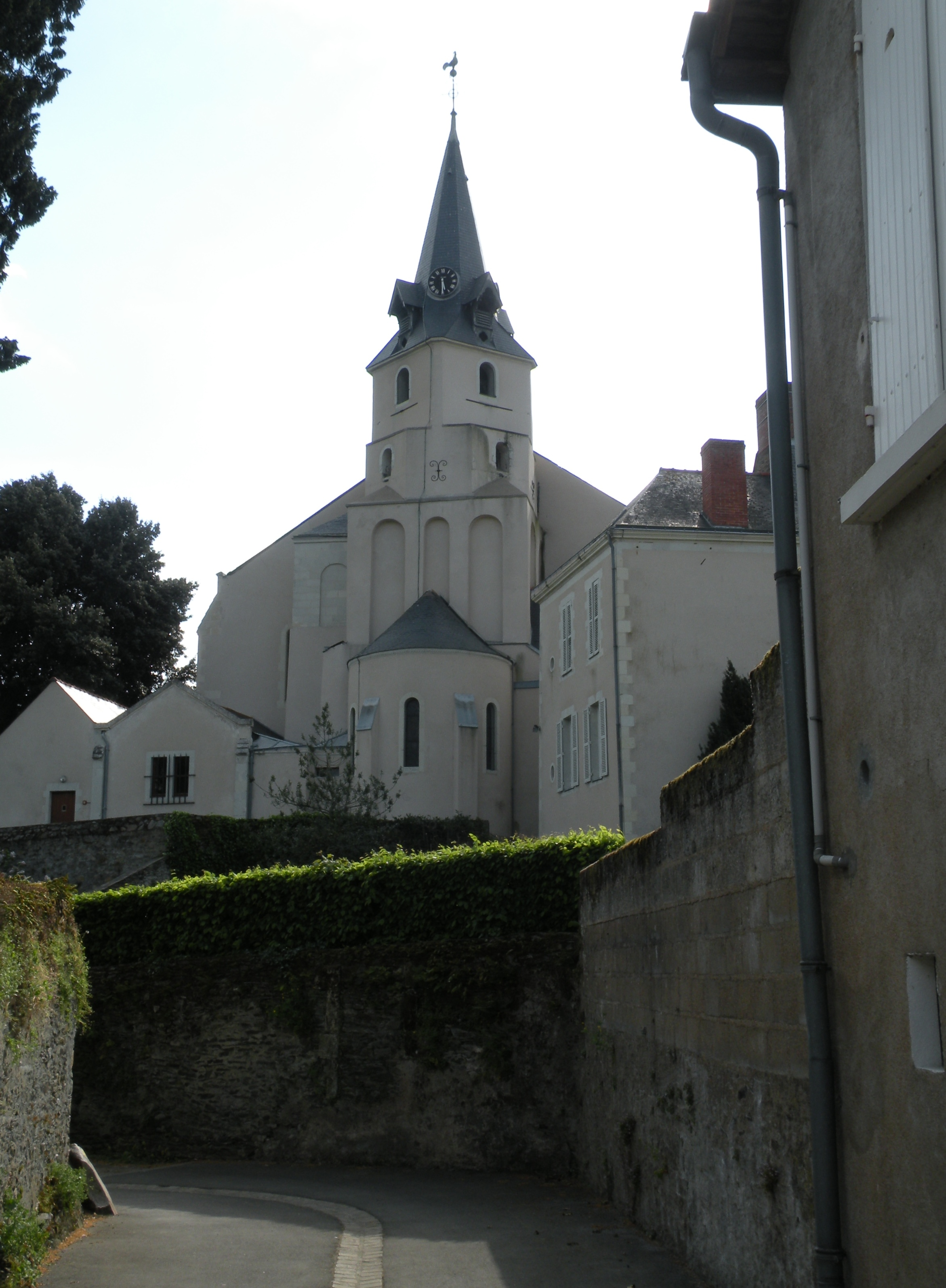
L'église.

### Personnalités liées à la commune
- Georges Bans (1870-1913), aéronaute et journaliste, y est mort.
- Marie-Anne Colson-Malleville (1892-1971), réalisatrice française, y est née en 1892.
- Jean-Adrien Mercier (1899-1995), qui habitait au domaine de Chateaubriant.
- François Cacheux (1923-2011), sculpteur, prix Abdel Tif 1954, dont l'atelier se trouvait sur la commune[41].
- Romain Guyot (1992-2016), cycliste ayant grandi dans la commune. Le cyclo-cross de Sainte-Gemmes-sur-Loire est renommé en son hommage Souvenir Romain Guyot à partir de l'édition 2016.